# 第一代奧克尼伯爵喬治·漢密爾頓
陸軍元帥乔治·汉密尔顿，第一代奧克尼伯爵，KT（George Hamilton, 1st Earl of Orkney，1666年2月9日—1737年1月29日），英国军事家，貴族。
他由他的伯父敦巴頓勋爵喬治·道格拉斯第一次培养加入皇家第一步兵团服役。1689年, 在进入军队以后，他成为一名中校，几个月后晋升名誉上校。他和他的军团参加了在爱尔兰的博因河战役和阿斯隆圍城戰。他提议创建皇家燧发枪手团的命令并参加了斯滕凱爾克戰役。他进行整顿第1步兵团并最终参加內爾溫登戰役和那慕爾圍城戰，两个战斗在奥格斯堡同盟战争其间。他参加了爱尔兰叛乱中各种各样的战争。在那慕尔，汉密尔顿身受重伤，被授于陆军准将军衔。
1695年，汉密尔顿与伊丽莎白·韦利尔斯结婚，次年他被授于苏格兰贵族院的奥克尼伯爵。他在马尔巴罗公爵约翰·丘吉尔的麾下在西班牙的战争中立下战功，晋升为少将。几年后, 他被提升为陆军中将。在布伦海姆战役（德国西南滨多瑙河的一村落, 1704年英军大胜法军于此），汉密尔顿的纵队率先攻取了这个城市，以及在1705年6月，他率领他的部队从摩泽尔省出發解救了被围攻中的列日。在拉米伊战役，他带领部队击败法国人的追赶，和他在奧德納德戰役中的充当一个主要角色。
1708年, 他夺取在图尔奈的二个主要防线。在馬爾普拉凱戰役中，奥克尼伯爵率部往法国堑壕冲击，遭受严重的损失。之后他保留他的军队在富兰德附近，直到这场战争的结束。在这期间，他晋升为上将。在宣布和平后，他被任命为他的老单位皇家第一步兵团的指挥官。1736年他被提升为英国陆军元帅。这是第一次在英国的军队授于陆军元帅军衔。一年后汉密尔顿在伦敦去世。